# ابوالجعد
ابوالجعد یکی از شهرهای کشور مراکش است.
این شهر در سال ۱۰۰۸ هجری بدست صالح سیدی بوعبید شرقی، یکی از قطب‌های صوفی و بنیادگذار خانقاه شرقاوی ساخته شده‌است.
شهر ابولجعد در بخش مرکزی مراکش قرار دارد.